# HD96528
HD96528 — хімічно пекулярна зоря спектрального класу A3, що має видиму зоряну величину в смузі V приблизно  6,5.
Вона  розташована на відстані близько 246,5 світлових років від Сонця.

## Фізичні характеристики
Зоря HD96528 обертається 
досить швидко 
навколо своєї осі. Проєкція її екваторіальної швидкості на промінь зору становить  Vsin(i)= 96км/сек.